# Ghiacciai Penniman
I ghiacciai Penniman (in inglese Penniman Glaciers) sono due piccoli ghiacciai situati nell'Alaska (Stati Uniti) sud-centrale nel Census Area di Valdez-Cordova.

## Dati fisici
I ghiacciai si trovano all'estremità nord-occidentale della Foresta Nazionale di Chugach (Chugach National Forest). Sono lunghi mediamente 1 km e larghi (presi entrambi) al massimo 1.500 metri e nascono nel gruppo montuoso Chugach (estremità nord-occidentale), in particolare dal monte Muir (Mount Muir). I ghiacciai, che non finiscono nel mare, si formano ad una altitudine di circa 1.200 - 1.300 m s.l.m. e terminano a circa 500 m s.l.m..
Il ghiacciaio è circondato dai seguenti monti (tutti appartenenti al gruppo montuoso del Chugach):
| Nome del monte | Altezza (m s.l.m.) | Coordinate             | Distanza e direzione dal ghiacciaio |
| -------------- | ------------------ | ---------------------- | ----------------------------------- |
| Mount Muir     | 2.091              | 61°06′29″N 148°22′42″W | 1 km verso nord-ovest               |
| Mount Doran    | 1.057              | 61°01′11″N 148°14′22″W | 10 km verso sud-est                 |
| Mount Gilbert  | 2.682              | 61°10′21″N 148°16′06″W | 9 km verso nord-est                 |
| Mount Curtis   | 1.152              | 61°04′34″N 148°05′40″W | 13 km verso est                     |

Altri ghiacciai vicini ai Penniman sono:
| Nome del ghiacciaio | Quota alle coordinate indicate (m s.l.m.) | Coordinate             | Distanza e direzione dal ghiacciaio |
| ------------------- | ----------------------------------------- | ---------------------- | ----------------------------------- |
| Detached Glacier    | 1.142                                     | 61°04′22″N 148°23′46″W | 4 km verso sud-ovest                |
| Baker Glacier       | 1.141                                     | 61°04′53″N 148°21′52″W | 2 km verso sud-ovest                |
| Stairway Glacier    | 924                                       | 61°04′37″N 148°29′15″W | 8 km verso ovest                    |
| Surprise Glacier    | 713                                       | 61°01′05″N 148°29′46″W | 5 km verso nord-est                 |

## Storia
I due piccoli ghiacciai Penniman, insieme al ghiacciaio Baker e al ghiacciaio Detached sono dei ghiacciai sospesi sui fianchi orientali del monte Muir. I ghiacciai Penniman si sono ritirati in continuazione e significativamente nel corso del XX secolo. I primi rilevamenti delle lingue di ghiaccio furono del 1899 durante la "Harriman Alaska Expedition". Altri rilevamenti furono fatti dai geologi Grant e Higgins nel 1905. Negli ultimi decenni le due lingue di ghiaccio si sono ritirate di 500 metri.
I due ghiaccia Penniman furono descritti nel dettaglio nel 1914 da Dora Keen Handy e nominati dalla stessa in ricordo dei fratelli Penniman di Philadelphia filantropi e insegnanti nell'università della Pennsylvania.

## Accessi e turismo
I ghiacciai sono visibili dal fiordo Harriman (Harriman Fiord) che è raggiungibile solamente via mare da Whittier (65 km circa) a da Valdez (160 km circa). Durante la stagione turistica sono programmate diverse escursioni via mare da Whittier per visitare il ghiacciaio e quelli vicini.

## Alcune immagini

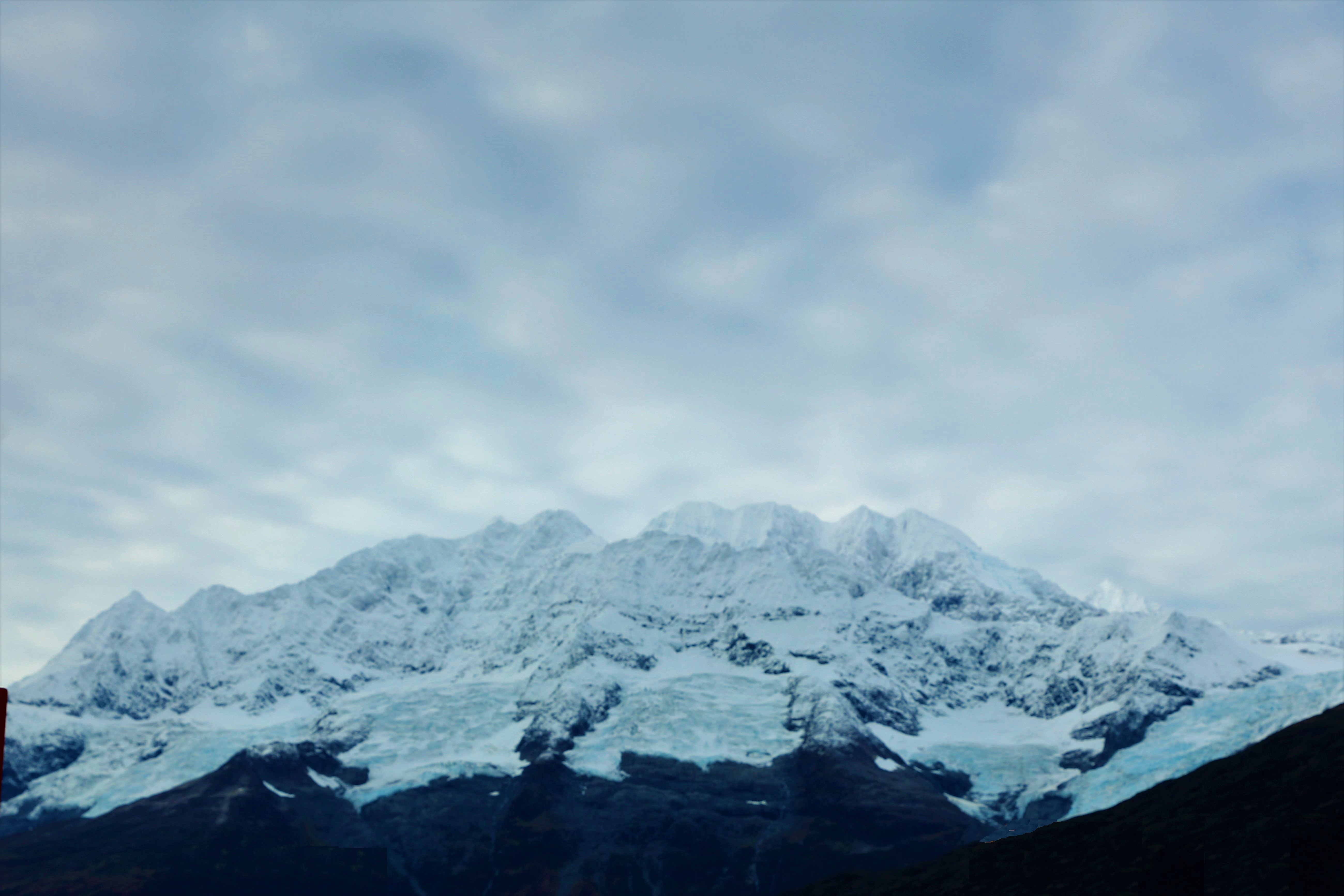
Il monte Muir alle spalle delle due lingue di ghiaccio
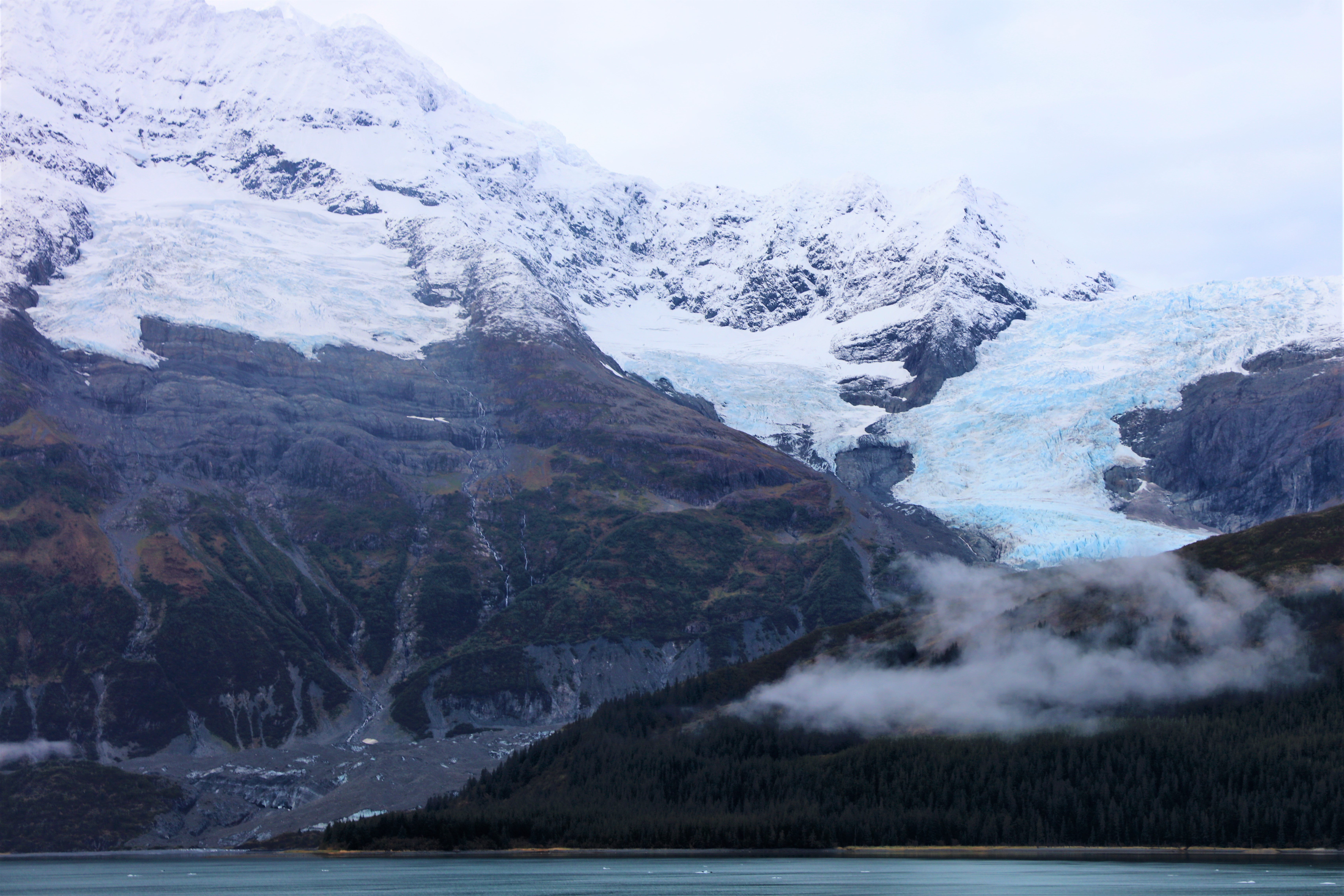
La lingua orientale con a destra il ghiacciaio Serpentine
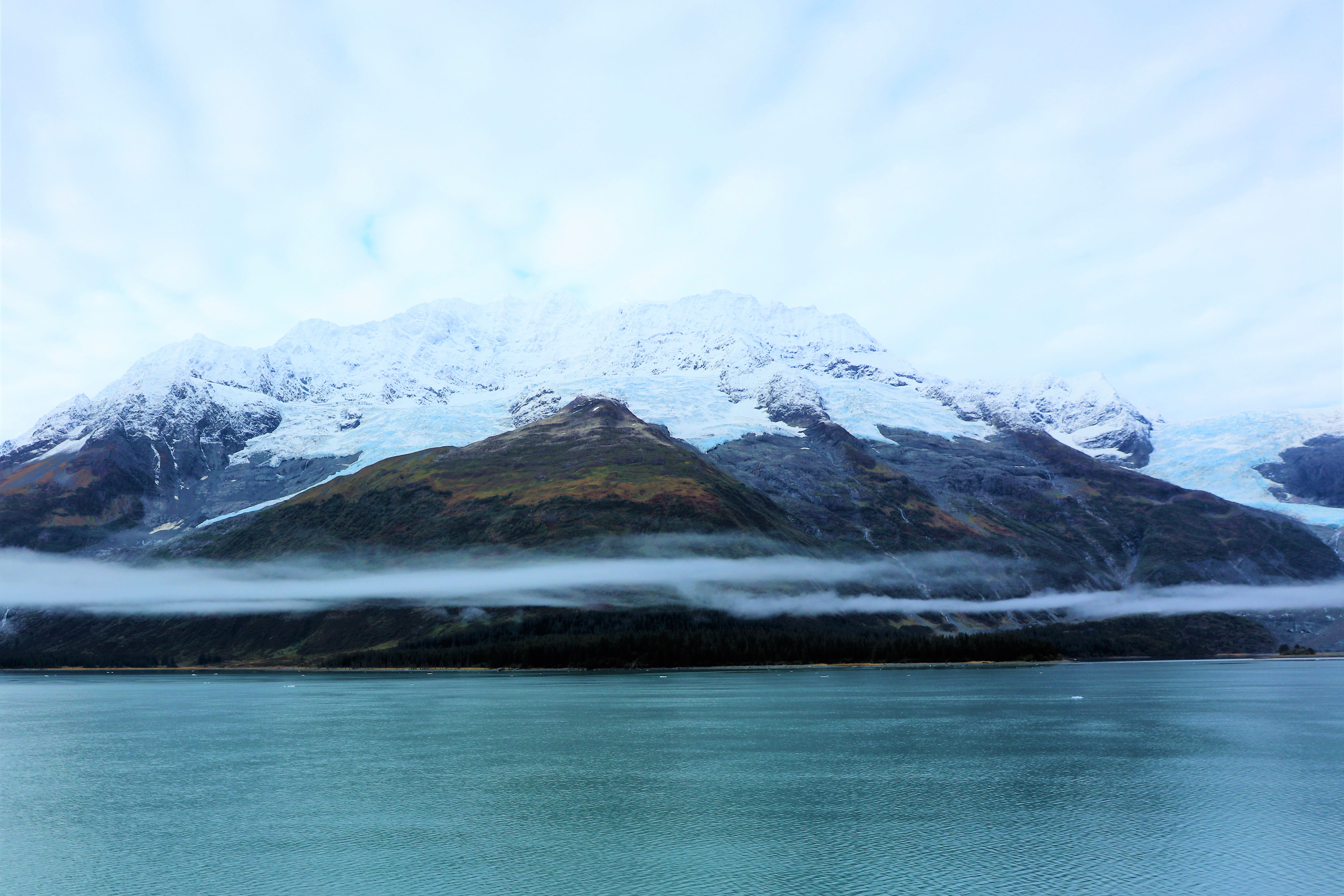
Le due lingue di ghiaccio del Penniman al centro con a sinistra il ghiacciaio Baker e a destra il ghiacciaio Serpentine